# اومیات (آلاسکا)
اومیات (به انگلیسی: Umiat) یک روستا در ایالات متحده آمریکا است که در روستای شمال شیب دار واقع شده‌است. اومیات ۷۸٫۹۴ متر بالاتر از سطح دریا واقع شده‌است.